# MOS Technology 6508
MOS Technology 6508 – 8-bitowy procesor firmy MOS Technology bazujący na konstrukcji modelu 6502.
Układ w stosunku do 6502 posiadał dwa dodatkowe elementy: wewnętrzny 8-bitowy port wejścia/wyjścia oraz 256 bajtów wewnętrznej, statycznej pamięci RAM. Owa pamięć była zmapowana w przestrzeni adresowej procesora w dwóch obszarach: $0000-$00FF (strona zerowa) oraz $0100-$01FF (stos). Port wejścia/wyjścia zlokalizowany był pod adresem $0001, zaś rejestr kontrolny (określający dla każdego bitu pracę w trybie wejścia lub wyjścia) pod adresem $0000.
Procesor był używany w komputerze Commodore 900 jako kontroler stacji dysków.